# كلفن أبشو
كلفن أبشو (بالإنجليزية: Kelvin Upshaw)‏ مواليد 24 يناير 1963 في شيكاغو، هو مدرب كرة سلة أمريكي ولاعب معتزل. بدأ مسيرته الاحترافية في سنة 1986. يبلغ طوله 6 قدم 2 بوصة (1.9 م). اعتزل اللعب في 1999.

## المسيرة الاحترافية
لعب مع ميامي هيت في سنة 1989، ثم لعب مع بوسطن سيلتكس في سنة 1989، ثم لعب مع دالاس مافيريكس في سنة 1990.

## روابط خارجية
- كلفن أبشو على موقع إن بي أي (الإنجليزية)
- كلفن أبشو على موقع سبورتس رفرنس (الإنجليزية)
- كلفن أبشو على موقع كلية كرة السلة في سبورتس رفرنس.كوم (الإنجليزية)
- كلفن أبشو على موقع ريلجم (الإنجليزية)
- كلفن أبشو على موقع بروبوليرز (الإنجليزية)